# XO-1 b
XO-1 b — экзопланета в созвездии Северная Корона, обращающаяся вокруг жёлтого карлика XO-1.
Открыта транзитным методом с помощью телескопа XO в 2006 году. Относится к классу горячих юпитеров.
В 2013 году астрономам при помощи космического телескопа «Хаблл» удалось найти в атмосфере планеты признаки водяного пара.